# Leiopus andreae
Leiopus andreae là một loài bọ cánh cứng trong họ Cerambycidae.